# Stand Up (BIGBANG迷你專輯)
《Stand Up》是韓國男子音樂組合BIGBANG推出的第三張韓語迷你專輯，由YG娛樂製作發佈，在2008年8月8日正式發行。專輯至今已累積超過20萬張的銷售量，其中收錄的主打曲〈一天一天〉在音源公開後均佔據韓國主要數位音樂網站榜單首位，並蟬聯共六週的冠軍，這首歌也成為韓國最暢銷的單曲之一，僅在韓國就擁有超過540萬的數位銷售量。

## 背景
在2007年BIGBANG以〈謊言〉及〈最後的問候〉等中毒性音樂，成功吸引大眾目光並逐漸打開知名度，而此次的回歸所帶來的主打曲〈一天一天〉也再次由G-Dragon參與製作。《Stand Up》收錄了G-Dragon與創作藝人Daishi Dancel聯手共同打造的兩首歌曲，值得注意的是，在此次的專輯，以共同製作人參與編曲的T.O.P，引入了之前BIGBANG沒有嘗試過的新類型音樂，為這張專輯增添了新鮮感。專輯正式發售後兩天內即售出3萬張，兩週內累積銷售達10萬張，而至今已累積超過20萬張的銷售量。

## 曲目
| 曲序     | 曲目                                   |          | 作曲                  | 編曲         | 时长  |
| -------- | -------------------------------------- | -------- | --------------------- | ------------ | ----- |
| 1.       | Intro（Stand Up）                      | G-Dragon | G-Dragon Teddy Kush   | Teddy Kush   | 1:35  |
| 2.       | Haru Haru（하루하루；Haru Haru）       | G-Dragon | G-Dragon Daishi Dance | Daishi Dance | 4:15  |
| 3.       | Heaven（천국；Cheonguk）               | G-Dragon | G-Dragon Daishi Dance | Daishi Dance | 4:06  |
| 4.       | A Good Man（착한 사람；Chaghan Salam） | T.O.P    | T.O.P Kush            | Kush         | 3:23  |
| 5.       | Lady                                   | G-Dragon | G-Dragon Teddy        | Teddy        | 3:19  |
| 6.       | Oh My Friend（Feat. No Brain）         | G-Dragon | G-Dragon No Brain     | No Brain     | 3:31  |
| 总时长： | 总时长：                               | 总时长： | 总时长：              | 总时长：     | 20:09 |

## 外部連結
- 韓國官方網站 
- 日本官方網站 （日語）